# Plans d'eau de Vancouver
 (décembre 2014).
La cité de Vancouver dans la province canadienne de la Colombie-Britannique,  abrite plusieurs plans d'eau en son sein et autour d'elle.

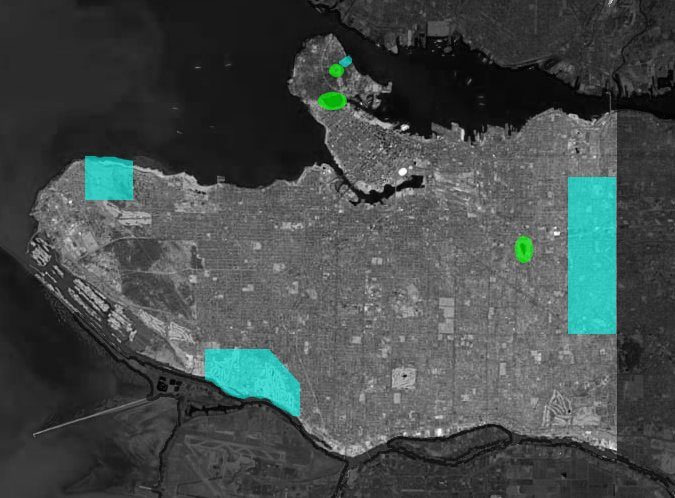
Image satellite avec en bleu et vert les zones de plan d'eau.

## Lac Beaver

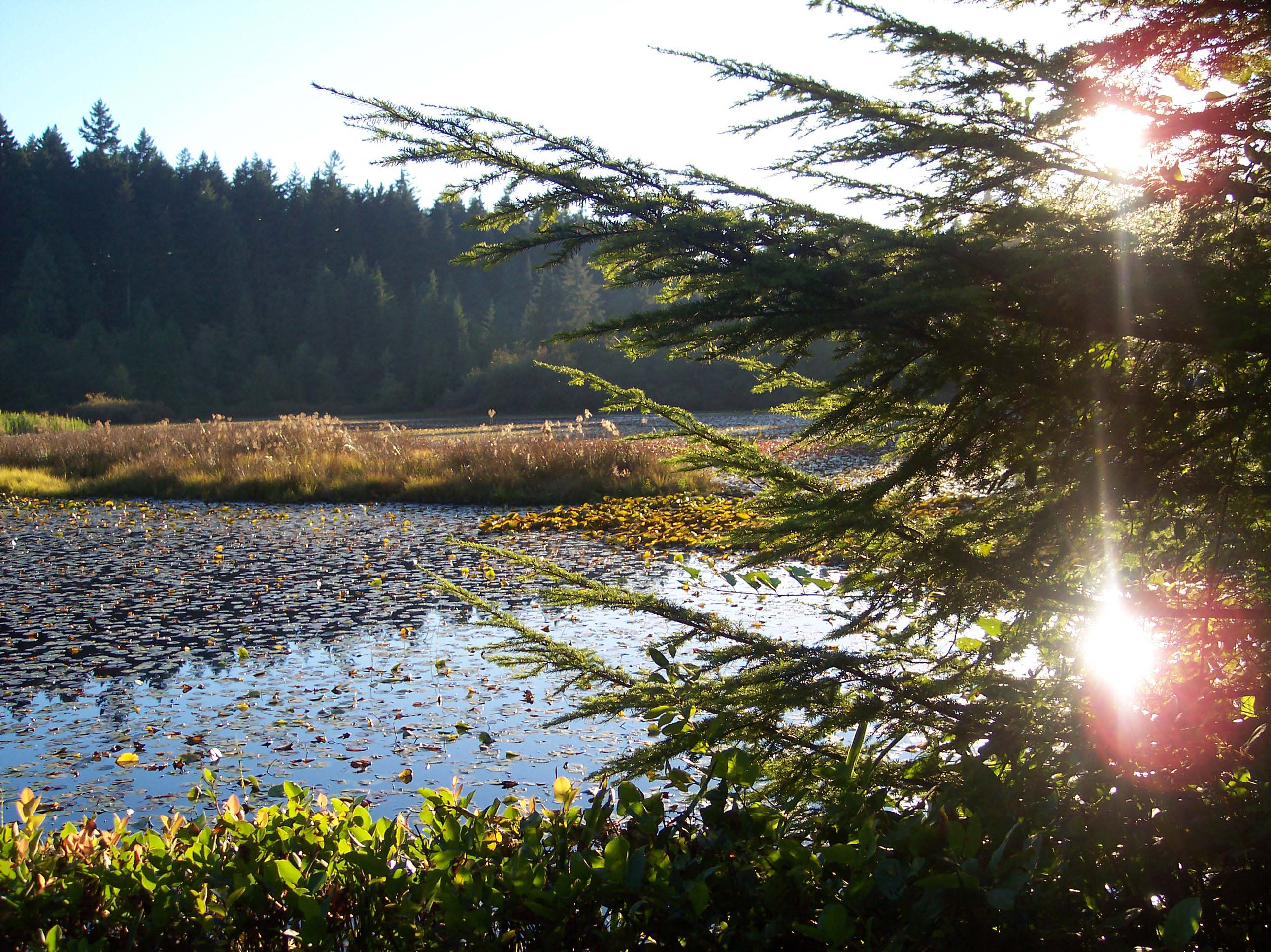
Beaver Lake in Stanley Park.

## Eaux limitrophes
- Fleuve Fraser
- Océan Pacifique
  - Baie des Anglais
  - Détroit de Géorgie
  - Baie Burrard